# Euphorbia stellata
Euphorbia stellata là một loài thực vật có hoa trong họ Đại kích. Loài này được Willd. mô tả khoa học đầu tiên năm 1799.

## Hình ảnh

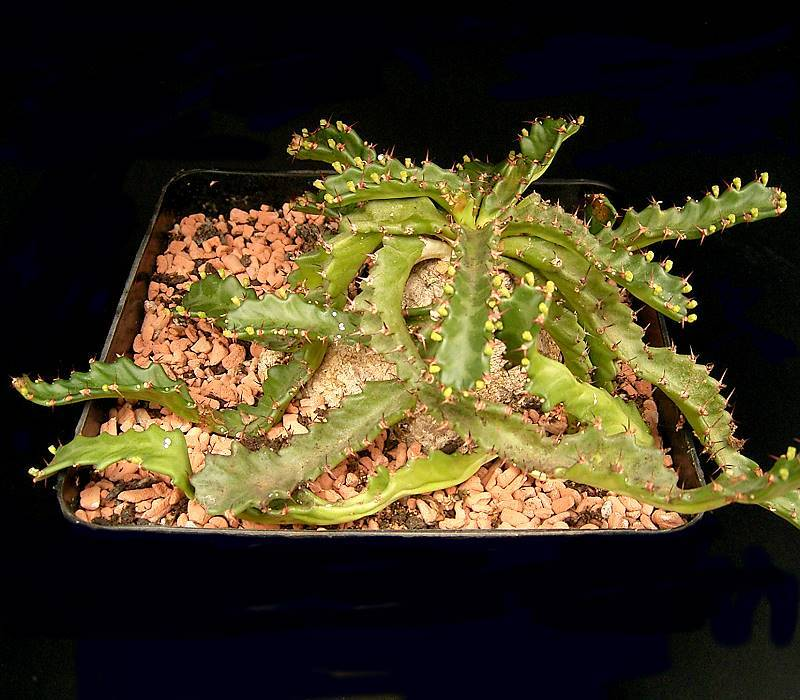